# Newcastle (Tipperary)
Newcastle es una localidad situada en el condado de Tipperary de la provincia de Munster (República de Irlanda), con una población en 2016 de 352 habitantes.
Se encuentra ubicada en la zona centro-sur del país, cerca de las montañas Galtee al norte de Cork y al sureste de Galway.